# 米卡耶爾·安東森
米卡耶爾·安東森（瑞典語：Mikael Antonsson；1981年5月31日—）是一位瑞典足球運動員，在場上的位置是中後衛。他現在效力於丹麥足球超級聯賽球隊哥本哈根足球俱樂部。